# Aldeaquemada
Aldeaquemada es una localidad y municipio español situado en la parte nororiental de la comarca de Sierra Morena, en la provincia de Jaén, comunidad autónoma de Andalucía. Limita con los municipios jienenses de Santa Elena, Vilches, las Navas de San Juan y Santisteban del Puerto; y con el municipio ciudadrealeño del Viso del Marqués. Por su término discurre el río Guarrizas.
Cuenta con 463 habitantes en 2022 según el INE.

## Historia
Aunque la fundación de la población se remonta a 1768, la primera ocupación se atribuye a la prehistoria por la abundancia de pinturas rupestres en la zona y restos de útiles y cerámicas. De la época romana se mantienen restos de calzadas y un puente en las inmediaciones que servía de itinerario de acceso a la meseta.
La fundación de la localidad es fruto de la política ilustrada de repoblación de Carlos III realizada entre 1768 y 1793. Los primeros habitantes de la Dehesa de Aldeaquemada, perteneciente a la Casa Ducal de los Benavides, de Santiesteban del Puerto, tras la sanción de contrato realizado por Gaspar de Thürriegel en el Palacio Real de El Pardo en 1767, fueron colonos centroeuropeos. El proyecto pretendía colonizar la zona desierta de Sierra Morena con explotaciones agropecuarias en pequeños núcleos de población para la generación de riqueza y para asegurar el paso por Despeñaperros.
La nueva feligresía, que contaba con las aldeas de Buenos Aires, Santa Cruz y Tamujosa, dependía de la Intendencia de Nuevas Poblaciones de Sierra Morena.
La iniciativa pretendía implantar una nueva organización social, de algún modo liberada de las restricciones jurisdiccionales del Antiguo Régimen. Hasta la creación de la división provincial en 1833 se rigieron por fueros especiales, concretamente el Fuero de las Nuevas Poblaciones regulaba los aspectos de la vida económica y social de los colonos, hasta que en 1835 fue derogado.

## Geografía humana

### Demografía
Cuenta con una población de 456 habitantes (INE 2024).
| Gráfica de evolución demográfica de Aldeaquemada entre 1842 y 2021                                                    |
| |
| Población de derecho según los censos de población del INE. Población de hecho según los censos de población del INE. |

## Patrimonio

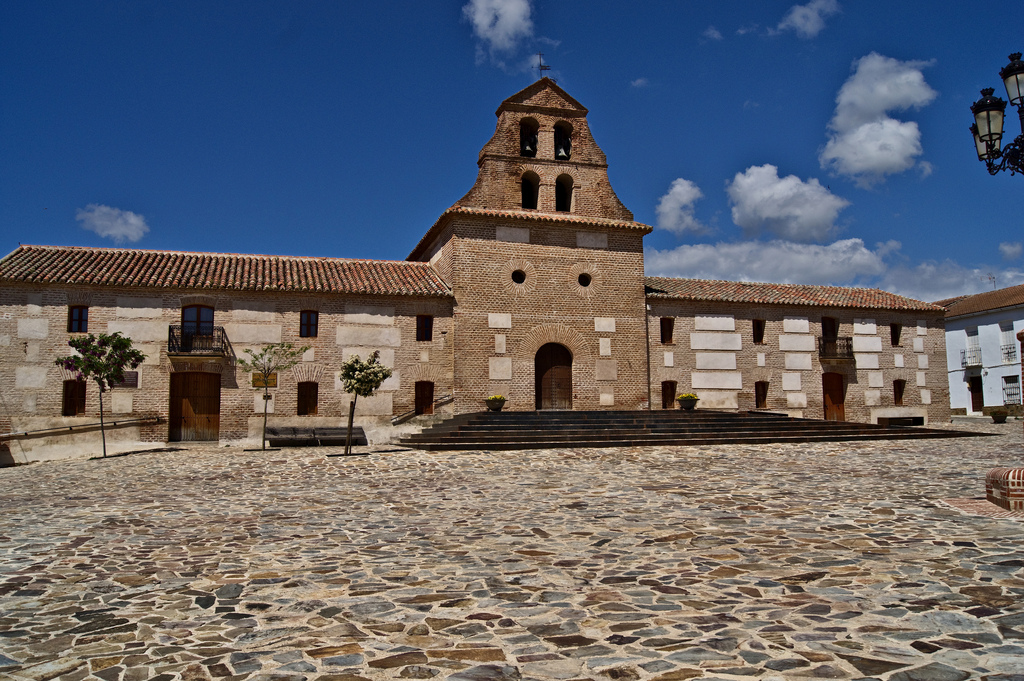
Iglesia de la Purísima Concepción

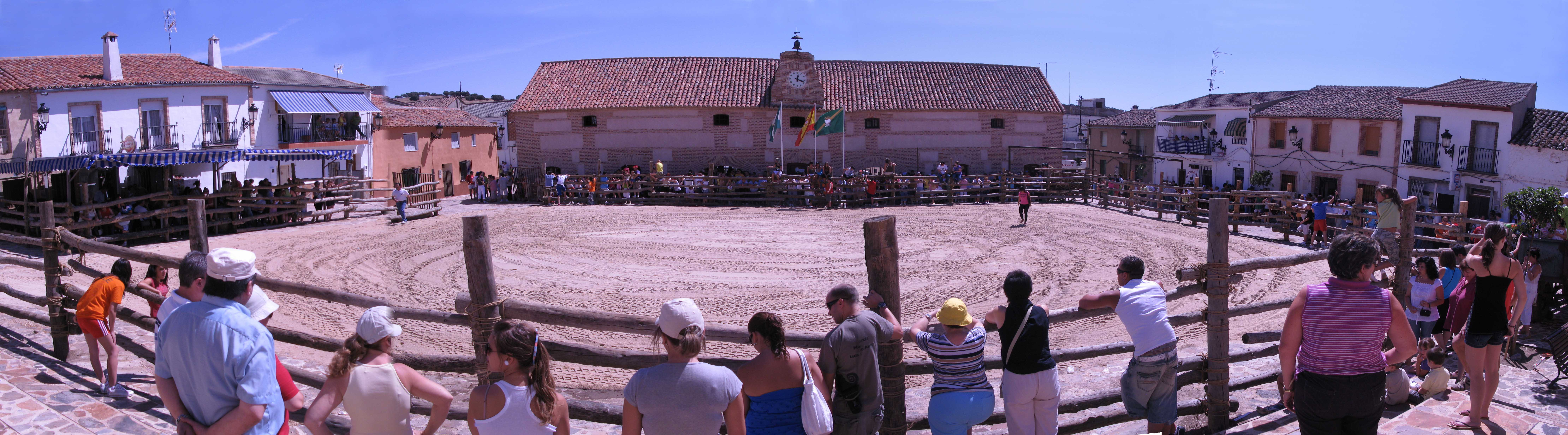
Plaza de la Constitución en fiestas

- Iglesia de la Purísima Concepción del siglo XVIII de tipo colonial, con una sola nave. La fachada es de ladrillo con dos cuerpos: el primero rectangular con una portada estrecha de arco de medio punto; el segundo, campanario que finaliza en un pequeño frontón. A ambos lados de la iglesia se localizan las antiguas casas correspondientes a la casa del cura y la casa del comandante civil.
- La casa del Cura, albergó el tele-club de la localidad.
- La casa del Comandante civil alberga en la actualidad el Hogar del Jubilado. Durante muchos años fue la sede del ayuntamiento y se utilizó como corral de reses bravas durante los periodos festivos.
- Pósito de Diezmo y Labradores (siglo XVIII): edificio presente en las colonizaciones y fundaciones realizadas por Carlos III. Se utilizaba como almacén de los cereales cosechados y sus soportales como mercado de venta de productos que no había en otras colonias. Actualmente es la sede del Ayuntamiento de la localidad.

## Política

### Elecciones municipales
| Elecciones municipales desde 1979                     |      |      |      |      |      |      |      |      |      |      |      |      |
|                                                       | 1979 | 1983 | 1987 | 1991 | 1995 | 1999 | 2003 | 2007 | 2011 | 2015 | 2019 | 2023 |
| AP/PP                                                 | -    | 3    | 4    | 2    | 2    | 4    | 5    | 4    | 4    | 4    | 0    | 5    |
| PSOE                                                  | 3    | 4    | 3    | 3    | 3    | 2    | 2    | 3    | 3    | 3    | 3    | 2    |
| PA                                                    | -    | -    | -    | 2    | 2    | 1    | 0    | 0    | -    | -    | -    | -    |
| C's                                                   | -    | -    | -    | -    | -    | -    | -    | -    | -    | -    | 4    | -    |
| PCE/IU                                                | 0    | -    | 0    | -    | -    | -    | -    | -    | -    | -    | -    | -    |
| UCD                                                   | 4    | -    | -    | -    | -    | -    | -    | -    | -    | -    | -    | -    |
| En negrilla el partido más votado                     |      |      |      |      |      |      |      |      |      |      |      |      |
| Fuente:Datos de las elecciones municipales desde 1979 |      |      |      |      |      |      |      |      |      |      |      |      |

### Alcaldía
| Periodo   | Nombre                                                     | Partido   |
| --------- | ---------------------------------------------------------- | --------- |
| 1979-1983 | Andrés Galera Martínez                                     | UCD       |
| 1983-1987 | Antonio Ruiz Fernández                                     | PSOE      |
| 1987-1991 | Venancio Fernández Collado                                 | PP        |
| 1991-1995 | Celedonio Fornells Armijo 1993: Venancio Fernández Collado | PA PP     |
| 1995-1999 | Celedonio Fornells Armijo 1997: Sabino Banegas Ginés       | PA PP     |
| 1999-2003 | Manuel Fernández Vela                                      | PP        |
| 2003-2007 | Manuel Fernández Vela                                      | PP        |
| 2007-2011 | Manuel Fernández Vela                                      | PP        |
| 2011-2015 | Manuel Fernández Vela                                      | PP        |
| 2015-2019 | Manuel Fernández Vela 2018: Manuel Fernández Vela          | PP N.ADS. |
| 2019-2023 | Manuel Fernández Vela                                      | Cs        |
| 2023-act. | Manuel Fernández Vela                                      | PP        |

## Economía

### Evolución de la deuda viva municipal
El concepto de deuda viva contempla sólo las deudas con cajas y bancos relativas a créditos financieros, valores de renta fija y préstamos o créditos transferidos a terceros, excluyéndose, por tanto, la deuda comercial.
| Gráfica de evolución de la deuda viva del Ayuntamiento de Aldeaquemada entre 2008 y 2024                |
| |
| Deuda viva del Ayuntamiento de Aldeaquemada, en miles de euros, según datos del Ministerio de Hacienda. |

## Arte rupestre
Existen grupos de pinturas repartidas por diferentes puntos de los parajes cercanos a la población. Estas pinturas perteneces a los estilos esquemático y levantino. La Unesco declaró Patrimonio de la Humanidad en 1998 el arte rupestre levantino del arco mediterráneo español, incluyendo las veinticinco localizaciones de Aldeaquemada. Los yacimientos fueron estudiados a principios del siglo XX por los arqueólogos  Henri Brehuil y Juan Cabré, que realizaron la catalogación de los mismos.

## La Cimbarra
Si por algo es conocida Aldeaquemada es precisamente por La Cimbarra. Esta espectacular cascada de agua de unos 40 metros de altura se encuentra a unos dos kilómetros del pueblo en dirección sur y tiene la categoría de Paraje Natural.
El camino de acceso está en buen estado y los esfuerzos por su mejora han sido importantes en los últimos años. La zona se encuentra bien señalizada y no es difícil acceder al sitio. Una vez llegados a lo alto del collado de la Cimbarra nos tocará seguir el camino a pie.
Podemos tomar dos opciones, siguiendo la vereda de la derecha, que nos llevará a las Calderetas (pozos naturales formados por la erosión del agua en la piedra) y desde donde podremos observar la caída desde el mismo pie del chorro. La vereda de la izquierda nos conducirá a la Plaza de Armas, lugar desde el que tendremos una vista frontal de la cascada. Recomendamos calzado cómodo y antideslizante para los meses en los que el suelo esté mojado.
Rodeados de jaras y encinas surgirá ante nuestra vista un barranco adornado por escarpados farallones de roca y nuestros oídos enseguida descubrirán el trueno creado por la violencia del agua al caer. Dependiendo de la época del año en el que nos encontremos, la cascada caerá con más o menos intensidad. Si queremos ver la zona en todo su esplendor, siempre es recomendable venir cuando hemos tenido una o dos semanas de lluvia intensa. Hay ocasiones en las que, en las noches de invierno, incluso se puede oír el rugido desde el pueblo.
La vista del paisaje es majestuosa y la disposición de los abrigos de roca hacen que a veces confundamos la horizontalidad del terreno (lo que parecía llano desde un punto, ahora parece que está en pendiente y viceversa). Suponiendo que hayamos elegido el camino de la Plaza de Armas, encontraremos la Cimbarra de frente. Ahora elegiremos una vereda que sale hacia la derecha en dirección a la laguna. 
Pasaremos un molino abandonado cuyas gigantescas ruedas de arenisca están desperdigadas camino abajo. Desde esta zona también podremos observar diferentes vistas del chorro, hasta que lleguemos al pie del agua. Si se trata de una visita tras una época de lluvias, con seguridad el viento nos traerá una neblina de agua que nos empapará de la cabeza a los pies. Los más atrevidos suelen empezar a bañarse en sus frías aguas en Semana Santa.
Respecto a este punto se recomienda siempre seguir las lógicas precauciones que se deben tener al bañarse en los ríos: existen remolinos, piedras ocultas por la oscuridad de las aguas a pocos centímetros de la superficie y zonas muy profundas. Nadie ha logrado averiguar la profundidad de la laguna.[cita requerida] Los más viejos del lugar aseguran —en algún momento han metido una sonda que nunca ha llegado al fondo— que es un pozo con al menos 30 o 40 metros de profundidad.
Además de la cascada más importante y que da nombre al paraje, si descendemos a la zona de acampada y merendero, se puede realizar otra ruta que nos conducirá a las otras dos cascadas: el Cimbarrillo y el Negrillo.

## Gastronomía
Aldeaquemada, por su situación posee una gastronomía producto del aislamiento al que está sometida, del tránsito de pastores y con influencias de La Mancha cercana. Son famosas ya sus Jornadas Gastronómicas, que tienen lugar todos los años en el mes de mayo.

### Comidas típicas
- Calderillo: guisado de patatas con conejo.
- Miga de patata: patatas desmenuzadas y cebolla.
- Los galianos: tortas de pan y carne de caza (liebre, perdiz, conejo...), aceite, ajos, etc. (comida pastoril).
- Harina de guijas: con harina de almortas.
- La camuña: típica de los cazadores (patatas machacadas del calderillo, cebolla picada, guindilla y aceite oliva).
- Gachamiga: harina con ajos fritos.
- Jarapos con liebre: masa de pan alargada con liebre y condimentos (comida pastoril).
- Estofado de carne de monte y los productos típicos de la matanza.

### Dulces y postres
- Rosquillos gachamigos (típicos de Carnaval).
- Roscas de San Antón (dulces).
- Rosquillos fritos, flores y borrachuelos (Semana Santa).
- Hornazos (San Marcos).
- Rosquillos de viento y de vino, dulces de manteca (tortas), tortas de chicharrones, pastas, perrunillas, etc.

## Ciudades hermanadas
- Prizzi (Italia)